# Ælfsige
Ælfsige est un prélat anglo-saxon mort en 959.

## Biographie
Ælfsige est sacré évêque de Winchester en 951. Il devient le vingt-troisième archevêque de Cantorbéry en 959, mais il ne le reste pas longtemps : il meurt de froid dans les Alpes en se rendant à Rome pour y recevoir le pallium, symbole de sa charge archiépiscopale, des mains du pape Jean XII.
Son testament subsiste (S 1491). Dans ce document, il confie la garde de sa femme et de son fils à l'ealdorman Ælfheah. La Chronique anglo-saxonne rapporte que le fils d'Ælfsige, Godwine de Worthy, est tué en affrontant les Vikings en 1001.